# معاهدة للا مغنية
معاهدة للا مغنية هي معاهدة وقعها المغرب مع فرنسا بتاريخ 9 ربيع الأول عام 1260 هجرية الموافق 18 مارس 1845م بمدينة مغنية الجزائرية التي أخذ اسمها منها؛ وذلك بعد انهزامه أمامها في معركة إيسلي في 14 أغسطس سنة 1844م
وقع المعاهدة عن الجانب المغربي عامل وجدة احميدة بن علي الشجعي وعن الجانب الفرنسي الجنرال الكونت دو لا ري (Le général conte de la rue)، وتضمنت المعاهدة 7 بنود من أهمها ترسيم الحدود بين الدولة المغربية ومستعمرة الجزائر الفرنسية. تم الاتفاق على أن تمتد الحدود من قلعة عجرود ـ السعيدية حاليا ـ إلى ثنية الساسي(1)، في حين بقيت المناطق الجنوبية دون تحديد للحدود بدعوى أنها أراضي خالية لا تحتاج إلى رسم وتوضيح للحدود.
وقد تعمدت فرنسا عدم تحديد الحدود الجنوبية ليسهل التوغل داخل الأراضي المغربية.
كما فقد المغرب بموجب معاهدة مغنية(2) جزءا من أراضيه(3) التي ألحقت بالجزائر.
تعتبر معاهدة للا مغنية تقييد إلزامي للمملكة المغربية سنة 1845 بعدم دعم المجاهدين الجزائريين. يأتي هذا الإلزام بعد تعنت من السلطان المغربي ضد مطالب فرنسا المتكرر له بالكف عن دعم المجاهدين بالجزائر ضدها.
اضطر المغرب للتوقيع على معاهدة للا مغنية بعد قصف شديد للقوات الفرنسية للمدن الساحلية المغربية أودي بحياة الآلاف، بالإضافة للضعف العسكري للمملكة أمام الترسانة الفرنسية.

## الخلفية
جاءت تتمة لمعاهدة طنجة التي وقعها المغرب في 10 أيلول 1844 أين ظلت المملكة المغربية تتأثر بموقعها الحدودي مع الجزائر(3) طيلة تاريخهما المشترك. وظهر هذا جليا بعد الاستعمار الفرنسي للجزائر، فقد كان على المدن المغربية وساكنتها احتضان المقاومة الجزائرية ودعمهم بالمال والسلاح خاصة على عهد الأمير عبد القادر الجزائري.
وقد اقتنعت فرنسا أن هذا الدعم سبب كاف ليكون الحلقة الأولى لاحتلال المغرب والسيطرة على الشمال الإفريقي والقضاء على القواعد الخلفية للمقاومة الجزائرية. فقامت بالضغط على المدن الحدودية بدعوى ملاحقة العناصر الثائرة ضد فرنسا، مما جعلها تدخل في حرب مع المخزن المغربي في معركة إسلي عام 1845 م والتي انتهت بهزيمة كبيرة للمغاربة.
وأجبرت فرنسا المغرب على توقيع معاهدة للا مغنية في نفس السنة، وكان من أهم بنودها رسم الحدود بين الدولة المغربية والجزائر المستعمرة. فتم الاتفاق على أن تمتد الحدود من قلعة عجرود (السعيدية حاليا) إلى ثنية الساسي، وبقيت المناطق الجنوبية دون تحديد للحدود بدعوى أنها أراضي خالية لا تحتاج إلى رسم وتوضيح للحدود. وبعدما قررالسلطان المغربي التخلي عن دعم المقاومين الجزائريين واعتبار الأمير عبد القادر غير مرغوب فيه وخارجا عن القانون.

## بنود المعاهدة
يتعلق البند (5) بتعيين القصور (القرى الصحراوية) للإمبراطوريتين. سيتبع العاهلين، في هذا الموضوع، العرف القديم الذي نشأ بمرور الوقت، وسيمنحان، مع مراعاة بعضهما البعض، الاعتبار والإحسان إلى سكان هذه القصور.
- القصور التي تتبع المغرب هي: إيش وفجيج ؛
- القصور التي تتبع الجزائر الفرنسية هم: عين الصفرة، صفيصيفة، عسلة، تيوت، الشلالة، الأبيض وبوسمغون.

ينص البند (6) من المعاهدة على أن الأرض الواقعة إلى الجنوب من قصور الحكومتين حيث لا يوجد ماء هي غير صالحة للسكن وأن هذه هي الصحراء نفسها،  فإن رسم الحدود لا لزوم له.

## الهوامش
- 1:  طولها يبلغ حوالي 140 كلم من الساحل إلى ثنية الساسي.
- 2: كما يشير إلى ذلك البند 5
- 3:  الصحراء الشرقية[4]
- 4:  وحتى وقت إيالة الجزائر